# Gallego (Phantominsel)
Die Insel Gallego soll 1695 unter 1° N und 12° westl. der Galápagos-Inseln entdeckt worden sein; nach Findlay liegt sie unter 1° 48' N bzw. 1° 08' N; 104° W. Dies ist eindeutig eine – wenn auch erhebliche – Längenversetzung der Insel Wenman oder Wolf, einer isolierten Galápagos-Insel unter 1° 23' N; 91° 49' W.
Finden kann man die Insel Gallego noch auf Globen aus den 1950er Jahren.